# كوالا ترغكانو
كوالا ترينغانو أبجدية جاوية: كوالا ترڠڬانو، هي العاصمة الإدارية، والعاصمة الملكية والمناطق ومركز اقتصادي رئيسي لمنطقة ترغكانو في ماليزيا. وهي أيضا مركزا إداريا لمنطقة المسماة كوالا ترغكانو. تقع على الساحل الشرقي لشبه جزيرة ماليزيا، وعلى بعد حوالي 440 كيلومترا إلى الشمال الشرقي من كوالا لمبور. وتقع المدينة في مصب نهر ترغكانو، ونطل على بحر الصين الجنوبي.

## المناخ
يظهر الجدول التالي التغييرات المناخية على مدار السنة لكوالا ترينغانو:
| البيانات المناخية لـكوالا ترينغانو                                                          | البيانات المناخية لـكوالا ترينغانو | البيانات المناخية لـكوالا ترينغانو | البيانات المناخية لـكوالا ترينغانو | البيانات المناخية لـكوالا ترينغانو | البيانات المناخية لـكوالا ترينغانو | البيانات المناخية لـكوالا ترينغانو | البيانات المناخية لـكوالا ترينغانو | البيانات المناخية لـكوالا ترينغانو | البيانات المناخية لـكوالا ترينغانو | البيانات المناخية لـكوالا ترينغانو | البيانات المناخية لـكوالا ترينغانو | البيانات المناخية لـكوالا ترينغانو | البيانات المناخية لـكوالا ترينغانو |
| الشهر                                                                                       | يناير                              | فبراير                             | مارس                               | أبريل                              | مايو                               | يونيو                              | يوليو                              | أغسطس                              | سبتمبر                             | أكتوبر                             | نوفمبر                             | ديسمبر                             | المعدل السنوي                      |
| ------------------------------------------------------------------------------------------- | ---------------------------------- | ---------------------------------- | ---------------------------------- | ---------------------------------- | ---------------------------------- | ---------------------------------- | ---------------------------------- | ---------------------------------- | ---------------------------------- | ---------------------------------- | ---------------------------------- | ---------------------------------- | ---------------------------------- |
| الدرجة القصوى °م (°ف)                                                                       | 31.1 (88.0)                        | 31.7 (89.1)                        | 33.3 (91.9)                        | 33.9 (93.0)                        | 35.0 (95.0)                        | 35.0 (95.0)                        | 34.4 (93.9)                        | 33.3 (91.9)                        | 33.3 (91.9)                        | 33.3 (91.9)                        | 32.8 (91.0)                        | 31.7 (89.1)                        | 35.0 (95.0)                        |
| متوسط درجة الحرارة الكبرى °م (°ف)                                                           | 28.3 (82.9)                        | 29.4 (84.9)                        | 30.6 (87.1)                        | 31.7 (89.1)                        | 32.2 (90.0)                        | 31.7 (89.1)                        | 31.7 (89.1)                        | 31.7 (89.1)                        | 31.1 (88.0)                        | 30.6 (87.1)                        | 29.4 (84.9)                        | 28.3 (82.9)                        | 30.6 (87.1)                        |
| المتوسط اليومي °م (°ف)                                                                      | 25.3 (77.5)                        | 25.6 (78.1)                        | 26.7 (80.1)                        | 27.2 (81.0)                        | 27.8 (82.0)                        | 27.2 (81.0)                        | 27.2 (81.0)                        | 27.2 (81.0)                        | 27.0 (80.6)                        | 26.7 (80.1)                        | 26.1 (79.0)                        | 25.3 (77.5)                        | 26.6 (79.9)                        |
| متوسط درجة الحرارة الصغرى °م (°ف)                                                           | 22.2 (72.0)                        | 21.7 (71.1)                        | 22.8 (73.0)                        | 22.8 (73.0)                        | 23.3 (73.9)                        | 22.8 (73.0)                        | 22.8 (73.0)                        | 22.8 (73.0)                        | 22.8 (73.0)                        | 22.8 (73.0)                        | 22.8 (73.0)                        | 22.2 (72.0)                        | 22.7 (72.9)                        |
| أدنى درجة حرارة °م (°ف)                                                                     | 17.2 (63.0)                        | 18.3 (64.9)                        | 18.9 (66.0)                        | 20.0 (68.0)                        | 20.0 (68.0)                        | 20.6 (69.1)                        | 20.0 (68.0)                        | 20.0 (68.0)                        | 20.0 (68.0)                        | 20.6 (69.1)                        | 21.1 (70.0)                        | 19.4 (66.9)                        | 17.2 (63.0)                        |
| الهطول مم (إنش)                                                                             | 295 (11.6)                         | 163 (6.4)                          | 160 (6.3)                          | 155 (6.1)                          | 135 (5.3)                          | 109 (4.3)                          | 117 (4.6)                          | 150 (5.9)                          | 191 (7.5)                          | 279 (11.0)                         | 610 (24.0)                         | 554 (21.8)                         | 2٬918 (114.9)                      |
| متوسط أيام هطول الأمطار (≥ 0.1 mm)                                                          | 19                                 | 13                                 | 12                                 | 10                                 | 12                                 | 10                                 | 12                                 | 12                                 | 17                                 | 20                                 | 22                                 | 23                                 | 182                                |
| متوسط الرطوبة النسبية (%)                                                                   | 76                                 | 71                                 | 70                                 | 69                                 | 68                                 | 68                                 | 70                                 | 69                                 | 69                                 | 73                                 | 78                                 | 79                                 | 72                                 |
| ساعات سطوع الشمس الشهرية                                                                    | 180                                | 203                                | 260                                | 246                                | 226                                | 192                                | 217                                | 211                                | 201                                | 180                                | 144                                | 152                                | 2٬412                              |
| المصدر #1: Sistema de Clasificación Bioclimática Mundial                                    |                                    |                                    |                                    |                                    |                                    |                                    |                                    |                                    |                                    |                                    |                                    |                                    |                                    |
| المصدر #2: Danish Meteorological Institute (precipitation days, humidity and sun 1931–1960) |                                    |                                    |                                    |                                    |                                    |                                    |                                    |                                    |                                    |                                    |                                    |                                    |                                    |

## أعلام
- ميزان زين العابدين سلطان ترغكانو
- روسدي طالب
- مسلم أحمد